# Кричев (аэродром)
Кри́чев (бел. Крычаў) — военный аэродром, расположенный в 14 км восточнее одноимённого города Кричев Могилёвской области в Белоруссии.

## История
С мая 1949 года на аэродроме базировался 28-й истребительный авиационный полк ПВО, перебазировавшийся с аэродрома Внуково. Полк входил в состав 98-й гвардейской истребительной авиационной дивизии. С 14 марта 1950 года начал осваивать самолёты МиГ-15. С 1954 года полк получил новые МиГ-17, а с 1963 года — Су-9, на которых летал до 1983 года. В 1981 году полк переучился на самолёты МиГ-25П.
В мае 1960 года из расформированной 98-й гвардейской иад передан непосредственно во 2-й корпус ПВО Московского округа ПВО. В 1993 году полк расформирован на аэродроме.

## Происшествия
- Катастрофа Су-9 на взлёте 4 июня 1964 года. Старший лётчик 28-го истребительного авиационного полка ПВО капитан Дашкин Виктор Георгиевич, Военный лётчик 1-го класса, отвёл самолёт Су-9 от цементного завода и жилых районов города Кричев после отказа двигателя на взлёте. Катапультироваться не успел. Погиб. К награде представлен не был. Имя лётчика-героя занесено в книгу Почёта Кричевского цементно-шиферного завода города Кричев. Возле места падения установлен обелиск. 9 мая 2005 года в городе Кричев на постаменте с самолётом Су-9 у аллеи Славы была торжественно открыта мемориальная доска, посвящённая подвигу легендарного лётчика[4][5].
- 1975 год. Катастрофа Су-9У. При пилотировании самолёт вошёл в плоский штопор. Лётчики погибли[6].
- 1985 год. Солдата-срочника (механик) во время плановых полетов на стоянке затянуло в воздухозаборник самолета. Воин погиб.